# José Vicente Castro
José Vicente Castro Silva (Bogotá, 1 de marzo de 1885-ibídem, 28 de marzo de 1968), fue un sacerdote católico, escritor, educador, crítico literario y pensador colombiano. Pese a que no era político, sus posturas estaban alienadas al Partido Conservador Colombiano.
Castro fue nombrado rector de la Universidad del Rosario, ocupando el cargo desde 1930 hasta 1968, siendo muy influyente en la sociedad colombiana dominada por los liberales, pese a que los conservadores habían perdido el poder en ese año. Castro elevó los estándares de calidad de la universidad, y la llevó a su proyección internacional a partir de los años 40.
En contraste, Castro rechazó el ingreso de Gabriela Peláez Echeverry a la universidad, quien en el futuro se convirtió en la primera mujer abogada de la historia de Colombia, egresada de la Universidad Nacional, quien si le permitió ingresar en sus aulas. Sin embargo, en 1956 admitió a Olga Villa Mejía en la facultad de Jurisrpudencia, convirtiéndose ella en la primera mujer en estudiar en dicha universidad.

## Obras
- Nociones de Derecho Eclesiástico (1919).
- Bochica hijo de la Atlántida (1931).
- Oración fúnebre en elogio a la memoria del Ulmo. Rvmo. Sr. Dr. Manuel José Mosquera, Arzobispo de Bogotá (1935).
- Oradores sagrados de fin del siglo (1937).
- La tristeza de Bolívar (1939).
- Monseñor Carrasquilla, orador sagrado y Discursos y sermones.
- Memorándum de metafísica (1960).
- Obras selectas: El rosario y otros temas (1985).